# Heroína
Pour plus de détails, voir Fiche technique et Distribution.
Heroína est un film espagnol réalisé par Gerardo Herrero, sorti en 2005.

## Synopsis
Une mère de famille découvre que son fils est dépendant à l'héroïne et entame un combat public contre la drogue.

## Fiche technique
- Titre : Heroína
- Réalisation : Gerardo Herrero
- Scénario : Ángeles González-Sinde
- Musique : Lucio Godoy
- Photographie : Alfredo Mayo
- Montage : Carmen Frías
- Société de production : Continental Producciones et Tornasol Films
- Pays :  Espagne
- Genre : Drame
- Durée : 100 minutes
- Dates de sortie : 
  - Espagne : 6 mai 2005

## Distribution
- Adriana Ozores : Pilar
- Javier Pereira : Fito
- Carlos Blanco : Germán
- María Bouzas : Fina
- Luis Iglesia : Juanjo
- César Cambeiro : José
- Camila Bossa : Gloria
- Víctor Vázquez : Manuel
- Miguel Bua : Esteban
- Carlos Sante : Doro
- Tatán : Antón
- Rosa Álvarez : Teresa
- Tamara Canosa : Nati
- Alberte Cabarcos : Kiko
- Daniel Currás : Javi Gitano
- Mayka Braña : réceptionniste

## Distinctions
Le film a été nommé au prix Goya de la meilleure actrice pour Adriana Ozores.

## Article annexe
- Psychotrope au cinéma et à la télévision